# Apollonias microphylla
Apollonias microphylla (укр. Аполонія малолиста) — це вид вічнозелених рослин чагарників роду аполонії родини лаврових. Ендемік лісів центрального Мадагаскару, що зростає на висоті близько 1300 метри.

## Опис
Виростає до висоти 3–4 метри, гілки запушені родючі. Листки чергові, еліптичні схожі до ланцевих (довжиною 2,5–5 сантиметрів, шириною 0,5–1,5 сантиметрів), шкірясті, з тупою вершиною. Черешки (довжиною 10–40 міліметрів). Фрукти червонуваті еліпсоїдні (довжиною 25 міліметрів, діаметром 15 міліметрів).